# Jacqueline Hernandez
Jacqueline Hernandez (* 2. Dezember 1992 in Troy) ist eine ehemalige US-amerikanische Snowboarderin. Sie startete in der Disziplin Snowboardcross.

## Werdegang
Hernandez startete im November 2007 in Copper Mountain erstmals im Nor-Am-Cup, wobei sie die Plätze 19 und 15 errang. Bei den Juniorenweltmeisterschaften im März 2009 in Nagano belegte sie den 29. Platz im Parallel-Riesenslalom, den 22. Rang im Parallelslalom und den 11. Platz im Snowboardcross. In der Saison 2009/10 kam sie im Nor-Am-Cup mit drei zweiten sowie zwei ersten Plätzen auf den zweiten Platz in der Snowboardcross-Wertung. Zudem wurde sie bei den Juniorenweltmeisterschaften 2010 in Cardrona Fünfte im Snowboardcross. Nachdem sie zu Beginn der Saison 2010/11 in Telluride erstmals am Snowboard-Weltcup teilnahm, wobei sie den 22. Platz errang, siegte sie viermal im Nor-Am-Cup und erreichte damit den vierten Platz in der Snowboardcross-Wertung. Zum Saisonende errang sie mit Platz vier im Stoneham ihre erste Top-Zehn-Platzierung im Weltcup und den 25. Platz im Snowboardcross-Weltcup. In der Saison 2011/12 siegte sie sechsmal im Nor-Am-Cup und gewann damit die Snowboardcross-Wertung. Im Weltcup holte sie in Chiesa in Valmalenco ihren einzigen Weltcupsieg und erreichte mit dem neunten Platz im Snowboardcross-Weltcup ihr bestes Gesamtergebnis in dieser Rennserie. Zudem wurde sie bei den Juniorenweltmeisterschaften 2012 in der Sierra Nevada Siebte im Snowboardcross. In der Saison 2012/13 belegte sie den 25. Platz und in der Saison 2013/14 den 17. Rang im Snowboardcross-Weltcup. Bei ihrer einzigen Teilnahme an Olympischen Winterspielen im Februar 2014 in Sotschi errang sie den 23. Platz. In der Saison 2014/15 kam sie bei den Snowboard-Weltmeisterschaften 2015 am Kreischberg auf den 20. Platz und absolvierte in Veysonnaz ihren 16. und damit letzten Weltcup, welchen sie aber vorzeitig beendete.

## Teilnahmen an Weltmeisterschaften und Olympischen Winterspielen

### Olympische Winterspiele
- 2014 Sotschi: 23. Platz Snowboardcross

### Snowboard-Weltmeisterschaften
- 2015 Kreischberg: 20. Platz Snowboardcross

## Weltcupsiege und Weltcup-Gesamtplatzierungen

### Weltcupsiege
| Nr. | Datum         | Ort                  | Disziplin      |
| --- | ------------- | -------------------- | -------------- |
| 1.  | 16. März 2012 | Chiesa in Valmalenco | Snowboardcross |

### Weltcup-Gesamtplatzierungen
| Saison  | Snowboardcross | Snowboardcross |
| Saison  | Punkte         | Platz          |
| ------- | -------------- | -------------- |
| 2010/11 | 590            | 25.            |
| 2011/12 | 1780           | 9.             |
| 2012/13 | 590            | 25.            |
| 2013/14 | 946            | 17.            |